# قائمة حكام فريزيا

علم فريزيا، وبه السبعة زهور زنبق

من أول حكام فريزيا المتحقق منهم تاريخياً، سواء كانوا يسمون دوقات أو ملوك فإن آخر سلالة حاكمة مالكة الواردة أدناه أسسها ملوك الفرنجة الميروفنجيون، الذين كانوا معاصرين. وفي هذه السجلات المعاصرة، كان يطلق عليهم دوكس، وهو مصطلح لاتيني للزعيم الذي هو أصل لقب  دوق ، وظلوا يتمتعون بالاستقلال حتى وفاة الملك رابود .

## قائمة الحكام

### ملوك
- فن (فريزي)، أسطوري (400?)
- أدولف، 600
- ألدخيسل (Aldegisel I)‏، ?-680
- رابود (Redbad I)‏، 680-719
- بوبو، 719-734